# ملعون (مسلسل)
ملعون (بالإنجليزية: Cursed) هو مسلسل فنتازيا ودراما أمريكي، مبني على رواية مرسومة بنفس اسم المسلسل من تأليف فرانك ميلر وتوم ويلر.

## القصة
القصة تجسد الأسطورة الآرثريّة التي يتم سردها من منظور نيميو، الشابة ذات الموهبة الغامضة التي يشاء لها القدر أن تتحول إلى سيدة البحيرة ذات القوى الشديدة والمأساوية، وبعد وفاة والدتها، تجد شريك جديد غير متوقع وهو آرثر أحد المرتزقة، وذلك خلال سعيها للوصول إلى مرلين لتسليمه السيف القديم، وعلى مدار رحلتها، ستكون نيميو رمزاً للبسالة والتمرد ضد جماعة القناصة الحمر، وشريكهم المتواطئ معهم الملك أوثر."
ويتناول المسلسل قصة نشأة وتطور البطلة ويمتلئ بموضوعات وقضايا شائعة ومألوفة في عصرنا الحالي، مثل إبادة العالم الطبيعي والإرهاب الديني والحروب العبثية واستلهام جرأة القيادة لمجابهة المستحيل.

## طاقم التمثيل والشخصيات
- كاثرين لانغفورد بدور نيمو
- ديفون تيريل بدور آرثر
- جوزتاف سكارسجارد بدور مرلين
- بيتر مولان
- شالوم برون فرانكلين
- دانيال شارمان بدور الراهب الباكي
- سيباستيان أرميستو
- ايلا بربل
- سكارليت روك
- دانييلا جاد
- فيل ويبستر

## الحلقات
| رقم الحلقة | عنوان الحلقة | إخراج        | كتابة | تاريخ الإصدار |
| ---------- | ------------ | ------------ | ----- | ------------- |
| 1          | "نيمو"       | زيتنا فوينتس |       | 17 يوليو 2020 |
|            |              |              |       |               |
| 2          |              |              |       | 17 يوليو 2020 |
|            |              |              |       |               |
| 3          |              |              |       | 17 يوليو 2020 |
|            |              |              |       |               |
| 4          |              |              |       | 17 يوليو 2020 |
|            |              |              |       |               |
| 5          |              |              |       | 17 يوليو 2020 |
|            |              |              |       |               |
| 6          |              |              |       | 17 يوليو 2020 |
|            |              |              |       |               |
| 7          |              |              |       | 17 يوليو 2020 |
|            |              |              |       |               |
| 8          |              |              |       | 17 يوليو 2020 |
|            |              |              |       |               |
| 9          |              |              |       | 17 يوليو 2020 |
|            |              |              |       |               |
| 10         |              |              |       | 17 يوليو 2020 |
|            |              |              |       |               |

## الإنتاج

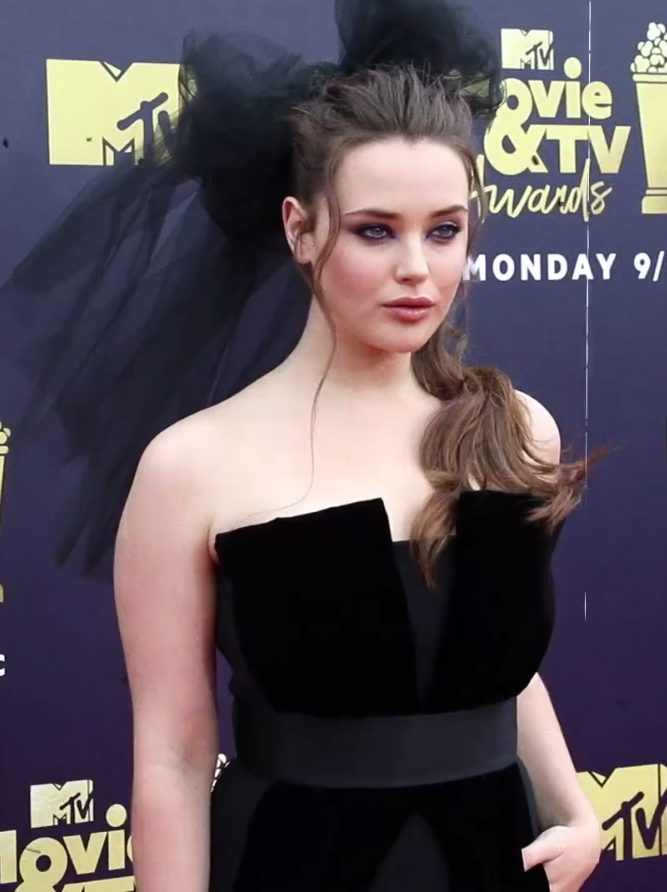
كاثرين لانجفورد في حفل توزيع جوائز MTV Movie & TV لعام 2018

### التطوير
في 28 مارس 2018، أُعلن أن نتفلكس قد بدأت بإنتاج الموسم الأول الذي يتكون من عشر حلقات. ويستند المسلسل على الرواية القادمة التي تحمل نفس الاسم من قبل فرانك ميلر وتوم ويلر والتي تم الإعلان عنها قبل أسبوع ومن المتوقع أن تنشرها سايمون وشوستر في عام 2019. الرواية هي شبابية مرسومة وعنوانها هو «ملعون»، عَمل توم ويلر على كتابة القصة وعمل فرانك ميلر كرسام للرواية. بالإضافة إلى كونهما منتجان تنفيذيان للمسلسل أيضاً. في 12 سبتمبر 2018، تم الإعلان عن أن زيتنا فوينتس من المقرر أن تعمل كمنتجة تنفيذية لأول حلقتين من المسلسل.

### التمثيل
في سبتمبر 2018، تم إعلان ان كاثرين لانغفورد ستلعب دور البطولة في المسلسل. وفي مارس 2019، تم الإعلان عن انضمام ديفون تيريل وغوستاف سكارسجارد وبيتر مولان وليلي نيومارك وشالوم برون فرانكلين ودانيال شارمان وسيباستيان أرميستو وإميلي كوتس وبيلي جينكينز إلى طاقم التمثيل.

### التصوير
في يناير 2019، بدأو ببناء موقع التصوير على أراضي الجيش المهجورة في قرية ديبكات في إنجلترا. كان من المتوقع أن يستمر البناء حتى مارس 2019، ومن المقرر أن يبدأ التصوير ثم يستمر حتى سبتمبر 2019.

## الإصدار
من المقرر عرض المسلسل لأول مرة على نتفلكس في 17 يوليو 2020.

## وصلات خارجية
- الموقع الرسمي
- ملعون على موقع IMDb (الإنجليزية)
- ملعون على موقع روتن توميتوز (الإنجليزية)
- ملعون على موقع نتفليكس (الإنجليزية)
- ملعون على موقع كينوبويسك (الروسية)
- ملعون على موقع ألو سيني (الفرنسية)
- ملعون على موقع قاعدة بيانات الفيلم (الإنجليزية)